# Hylesia medifex
Hylesia medifex är en fjärilsart som beskrevs av Paul Dognin 1916. Hylesia medifex ingår i släktet Hylesia och familjen påfågelsspinnare. Inga underarter finns listade i Catalogue of Life.